# Роузер, Джейсон
Джейсон Роузер (англ. Jason Rouser; род. 22 марта 1970, Тусон, Аризона, США) — американский легкоатлет, специализирующийся на спринте, олимпийский чемпион 1996 года.

## Биография
На чемпионате мира 1993 года в помещении он занял шестое место на дистанции 400 метров и завоевал золотую медаль в эстафете 4х400 метров. Он выиграл еще одну золотую медаль в эстафете на чемпионате мира в помещении 1997 года.
На Олимпийских играх 1996 года он пробежал 2-й этап для американской эстафетной команды, которая выиграла золотую медаль.